# 薬師寺氏
薬師寺氏（やくしじし）は、日本の武家。藤原秀郷流小山氏庶流。小山朝政の次男薬師寺朝村を祖とする。室町時代・戦国時代には細川京兆家の被官（評定衆）や摂津国の守護代として活動した。

## 概要
細川京兆家の被官として、また摂津国の守護代としての活動が初めて見えるのは、文明3年（1471年）の薬師寺元長である。元長から薬師寺氏による摂津守護代の世襲が行われるようになった。また、元長の弟である長盛は摂津国下郡（豊島郡・川辺郡南部・武庫郡・莬原郡・八部郡南部）の郡代を務めている。ただし、長盛ものちに守護代と認識されて「摂州奥郡守護代」と呼ばれている。
元長には実子がいなかったため、長盛の長男である元一が跡を継ぎ、長盛の跡は元一の弟・長忠が継いだ。元一・長忠兄弟に世代が変わると、下郡を管轄する長忠が「摂州半国守護代」と呼ばれているように、上郡（島上郡・島下郡）と下郡のそれぞれを管轄する守護代として並列されるようになった。上郡を管轄する当主は代々与一・九郎左衛門・備後守を、下郡を管轄する当主は代々与次・三郎左衛門・安芸守を通称に用いた。
永正元年（1504年）には元一が反乱を起こしたものの失敗し自刃したため、元一討伐に功績があった長忠が上郡・下郡両方の守護代となった。同4年（1507年）に永正の錯乱が発生して細川政元が死去すると、長忠やその一族は政元の養子の細川澄元の軍勢に殲滅されている。この際、元一の遺児である万徳丸（後の国長）が長忠の拠点の摂津国茨木城を陥落させている。翌年（1508年）に政元のもう1人の養子の細川高国が澄元を追い落として京兆家の当主になると、与一（万徳丸、国長）と弟の与次（岩千代丸、国盛）は高国に従った。享禄元年（1528年）には2人は細川晴元方に寝返り、同3年（1530年）には国盛が高国方に復帰して翌年（1531年）に死去した。国長は晴元に仕え続けたが、天文2年（1533年）に細川国慶の攻撃を受けて高雄山で死去した。国長には遺児の岩福丸がおり、同6年（1537年）に元服して元房と名乗った。